# David McLean (Fußballspieler, 1957)
David McLean (* 24. November 1957 in Newcastle upon Tyne) ist ein ehemaliger englischer Fußballspieler, der über 300 Spiele im englischen Profifußball bestritten hat.

## Sportlicher Werdegang
McLean entstammte der Jugend von Newcastle United, wo sich der Schülernationalspieler jedoch in der Wettkampfmannschaft nicht durchsetzen konnte und zwischen 1975 und 1978 nur zu neun Einsätzen in der First Division kam. Daher schloss sich der Mittelfeldspieler Carlisle United in der Third Division an. Zwar belegte der Klub in der Football League Third Division 1978/79 den sechsten Tabellenplatz, von 46 Saisonpartien hatte er jedoch nur 15 bestritten. Er wechselte daher zum FC Darlington in die Fourth Division. Unter Trainer Cyril Knowles stieg er mit der Mannschaft 1985 in die Third Division auf, wo der Aufsteiger in der Spielzeit 1985/86 die Klasse hielt. Dennoch zog er zum Viertligisten Scunthorpe United weiter, ab 1988 ließ er seine Karriere beim FC Whitley Bay im Non-League football ausklingen.